# الکساندر آداباشیان
الکساندر آداباشیان (روسی: Алекса́ндр Артёмович Адабашья́н؛ زادهٔ ۱۰ اوت ۱۹۴۵) بازیگر، فیلم‌نامه‌نویس، کارگردان فیلم، نقاش، و کارگردان ارمنی‌تبار اهل روسیه است.

## گزیده فیلم‌شناسی
از فیلم‌ها یا برنامه‌های تلویزیونی که وی در آن نقش داشته‌است می‌توان به سیبریایی، سگ باسکرویل، و چشمان سیاه اشاره کرد.